# Axis (Alabama)
Axis es un lugar designado por el censo ubicado en el condado de Mobile en el estado estadounidense de Alabama. En el año 2010 tenía una población de 757 habitantes.

## Geografía
Axis se encuentra ubicado en las coordenadas 30°55′45.56″N 88°1′40.63″O / 30.9293222, -88.0279528.